# Beachhandball bei den Olympischen Sommerspielen 2024
Beachhandball wird bei den Olympischen Sommerspielen 2024 in Paris vom 27. bis 29. Juli als Demonstrationswettbewerb („IHF Beach Handball Showcase“) ausgetragen werden. Die Veranstaltung ist eine gemeinschaftliche Organisation der Internationalen Handballföderation (IHF), dem Organisationskomitee der Spiele (COJOP2024), der Fédération Française de Handball (FFHB) und dem Internationalen Olympischen Komitees (IOC).

## Beachhandball und die Olympischen Spiele
Beachhandball gehört seit den Olympischen Jugend-Sommerspielen 2018 von Buenos Aires zum festen Programm der Olympische Jugend-Sommerspiele, wo diese Disziplin den Hallenhandball aus dem Programm verdrängt hatte. In Argentinien gehörte der Beachhandball zu den Publikumslieblingen und insbesondere am Finaltag bei strahlendem Sonnenschein und unter den Augen von IOC-Präsidenten Thomas Bach und einem gefüllten Stadion war die Stimmung überaus gut. Auch für 2026 in Dakar ist der Sport fest eingeplant. Als Anerkennung und Referenz zur ersten Austragung sind sowohl die Trainerin Leticia Brunati als mit Gisella Bonomi und Fiorella Corimberto auch zwei der Spielerinnen der Siegermannschaft von 2018 berufen worden. Auch aus der männlichen Siegermannschaft steht der Spanier Jesús Domingo Luiz Mosquera im Aufgebot.
Auch aufgrund des Erfolges bei den Jugendspielen, aber auch weil Beachhandball sich einer stetig wachsenden Beliebtheit weltweit erfreut und auch bei den World Games, den Spielen der nichtolympischen Sportarten, schon lange fest und erfolgreich im Programm war, war die Hoffnung groß, dass Beachhandball ins Programm der Spiele von Paris 2024 aufgenommen werden könnten, die Anstrengungen auf dieses Ziel hin wurden seit 2015 forciert. Da jedoch aufgrund der COVID-19-Pandemie von einer Programm-Erweiterung weitestgehend abgesehen wurde, kam es dazu nicht. Dennoch wurde der Sport immerhin in einer Demonstrationsvariante in das erweiterte Programm aufgenommen.

## Modus
Das Turnier wird zwischen dem 27. bis 29. Juli 2024 ausgetragen werden. Spielort wird das Maison du Handball sein, der Sitz des französischen Handballverbandes FFHB in Créteil, gut 20 Kilometer Luftlinie vom Pariser Olympiastadion entfernt. Damit ergab sich eine Änderung am ursprünglichen Plan, der eine Nutzung des olympischen Beachhandballfeldes in der Nähe des Eiffelturms vorsah, wo in den Tagen vor der Eröffnung gespielt werden sollte. Beachhandball ist dort eine von mehreren Aktionen und Feierlichkeiten, die in der Region als Teil der Spiele veranstaltet werden. Es werden jeweils vier Mannschaften bei den Frauen, wie den Männern, antreten. Jeweils drei der Mannschaften werden aus Spielerinnen und Spielern aus 17 Nationen gebildet und als gemischte All-Star-Mannschaften antreten. Zudem spielen die französische Beachhandball-Nationalmannschaft der Frauen sowie die der Männer.
Es gibt insgesamt 24 Spiele, jeweils 12 bei den Männern und bei den Frauen. An jedem der drei Tage hat jede der Mannschaften zwei Spiele. Somit spielen die Mannschaften jeweils zwei Mal gegeneinander. Sieger des Turniers ist die Mannschaft, die am Ende die Tabelle anführt.
Als Trainerinnen und Trainer der Mannschaften wurden berufen:
Frauen:
- Leticia Brunati, Trainerin der argentinischen Frauen-Nationalmannschaft und zuvor Trainerin der argentinischen Juniorinnen, die 2018 in Buenos Aires die Goldmedaille gewannen. Nach der Nominierung erreichte sie mit ihrer Mannschaft das Finale der Weltmeisterschaften 2024.
- Maria Karantoni, die die griechischen Frauen 2018 überraschend zum WM-Titel geführt hatte.
- Alexander Novakovic, Trainer der deutschen Frauen-Nationalmannschaft, den amtierenden Doppelweltmeisterinnen, Doppeleuropameisterinnen und Siegerinnen der World Games.[10]

Männer:
- Khaled Hassan, Trainer der katarischen Männer-Nationalmannschaft, der mit Abstand erfolgreichsten Mannschaft Asiens und mehrfachen Medaillengewinners bei Weltmeisterschaften; zuletzt Finalist bei den World Games.
- Tamás Neukum[11], Trainer der ungarischen Männer, der amtierenden Europameister.
- Mladen Paradžik, Trainer der kroatischen Nationalmannschaft der Männer, amtierende Weltmeister und Sieger der World Games.

Jeweils ein Trainer der Männer- und der Frauen-Nationalmannschaften trainieren gemeinsam eines der gemischten Frauen- und Männerteams, wobei die Cheftrainerposition bei den Frauen den Trainern der weiblichen und bei den Männern denen der männlichen Nationalmannschaften zugewiesen werden und die Position des Assistenztrainers beziehungsweise der Assistenztrainerin vom jeweils anderen Coach ausgefüllt wird.

## Mannschaften
Die Mannschaften wurden vergleichsweise klein gehalten, üblich sind bei einem über mehrere Tage andauernden Turnier zehn, manchmal sogar 12 Spieler oder Spielerinnen. Für den Schauwettkampf wurden jeweils acht Spielerinnen und Spieler für jede Mannschaft nominiert, was jeweils einem vollständigen Angriffs- und Verteidigungsblock ohne weitere Wechselspielern entspricht. Ausfälle können somit nur schwer kompensiert werden, insbesondere auf den Torhüterpositionen.
In den Kreis der jeweils 32 Spielerinnen und 32 Spieler wurden folgende Handballerinnen und Handballer berufen und in die folgenden Mannschaften aufgeteilt:
Frauen
| Team Vela Magdalini Kepesidou (TW) Elisabeth Hammerstad Line Gyldenløve Kristensen Patricia Scheppa Gisella Bonomi* Renáta Csiki Rianne Mol Jimena Laguna Trainer: Maria Karantoni / Mladen Paradžik | Team Hydra Patricia Encinas (TW) Ji Juan Du Fiorella Corimberto* Meike Kruijer Isabel Kattner Caroline Pires Militão Renata Santiago Cristiana Morgado Trainer: Alexander Novakovic / Tamás Neukum | Team Lyra Ana Maria Ursu (TW) Lucie-Marie Kretzschmar Nathalie Souza Guedes de Sena Christine Mansour Asun Batista Line Berggren Larsen Emese Tóth Isabel Barnard Trainer: Leticia Brunati* / Khaled Hassan | FrankreichEsmeralda Almeida Mathilde Amelot Lalie Brouillet Hélène Falcon Nina Floc'h Hubert Aouen Follet Lorine Perrot Taïs Vigouroux Trainer: Marion Limal / Joëlle Demouge |

Männer
| Team Aquila Mohsen al-Yafaei (TW) Péter Hajdú Mohammed Zaky Hassan Jesús Domingo Luiz Mosquera* Gil Vicente de Paes Pires Santiago Rodríguez Severin Henrich Ivan Dumenčić Trainer: Khaled Hassan / Leticia Brunati | Team Pegasus Moritz Ebert (TW) Ivan Jurić Ebiye Udo-Udoma Hani Kakhi Attila Kun Bruno Carlos de Oliveira lhji Touré Jabby Nahuel Pérez* Trainer: Mladen Paradžik / Maria Karantoni | Team Draco László Nahaj (TW) Łukasz Niedzielak Diogo Ferreira* Lucian Bura Drew Donlin Martin Vilstrup Andersen Thiago de Oliveira Barcelos Ali Heidarian Trainer: Tamás Neukum / Alexander Novakovic | FrankreichLawrence Akakpo Aurélien Ambrogini Mathias Bertrand Axel Deschamps Maxence Galas Benjamin Gallego Alexis Gilme Horace Quintin Trainer: Paul Mourioux / Patrick Teyssier |

Mit * markierte Spieler und Spielerinnen beziehungsweise Trainerin nahmen schon beim olympischen Beachhandball-Debüt im Rahmen der Olympischen Jugendspiele 2018 in Buenos Aires teil.